# Minifigura

Algunas minifiguras Lego lanzadas alrededor de 2016-2017.

Minifigura es un término empleado en las figuras pequeñas y de plástico creadas por la compañía danesa Lego.

## Historia
El presidente de la empresa  Lego, Kjeld Kirk Kristiansen, comenzó a idear personajes y habitantes para la empresa y esto fue cumplido en 1974. Estas figuras eran un poco más grandes de las que vemos ahora y eran muy rígidas y sólidas refiriéndose especialmente tanto las piernas como los brazos, en conclusión no eran flexibles.
Luego en 1977 salieron las minifiguras Duplo, estas eran básicamente piezas pues no tenían brazos ni piernas, Duplo era una collecion enfocada hacia los niños pequeños y así ha sido hasta la fecha. En 1978 salieron a la venta las primeras minifiguras flexibles después de copiar el diseño de Playmobil que surgió en 1974.[cita requerida] Estas son precisamente las que vemos en la actualidad.
Alrededor de 10 años después las minifiguras ya tenían expresiones en su rostro y había más variedad de temas, minifiguras y objetos. En 1989 se mostró la aparición de Lego Piratas, las minifiguras mostraban otros tipos de expresiones y partes, como por ejemplo piernas de madera, garfios, etc, esto los hacía ver mejor y más reales.

## Diseño y Construcción

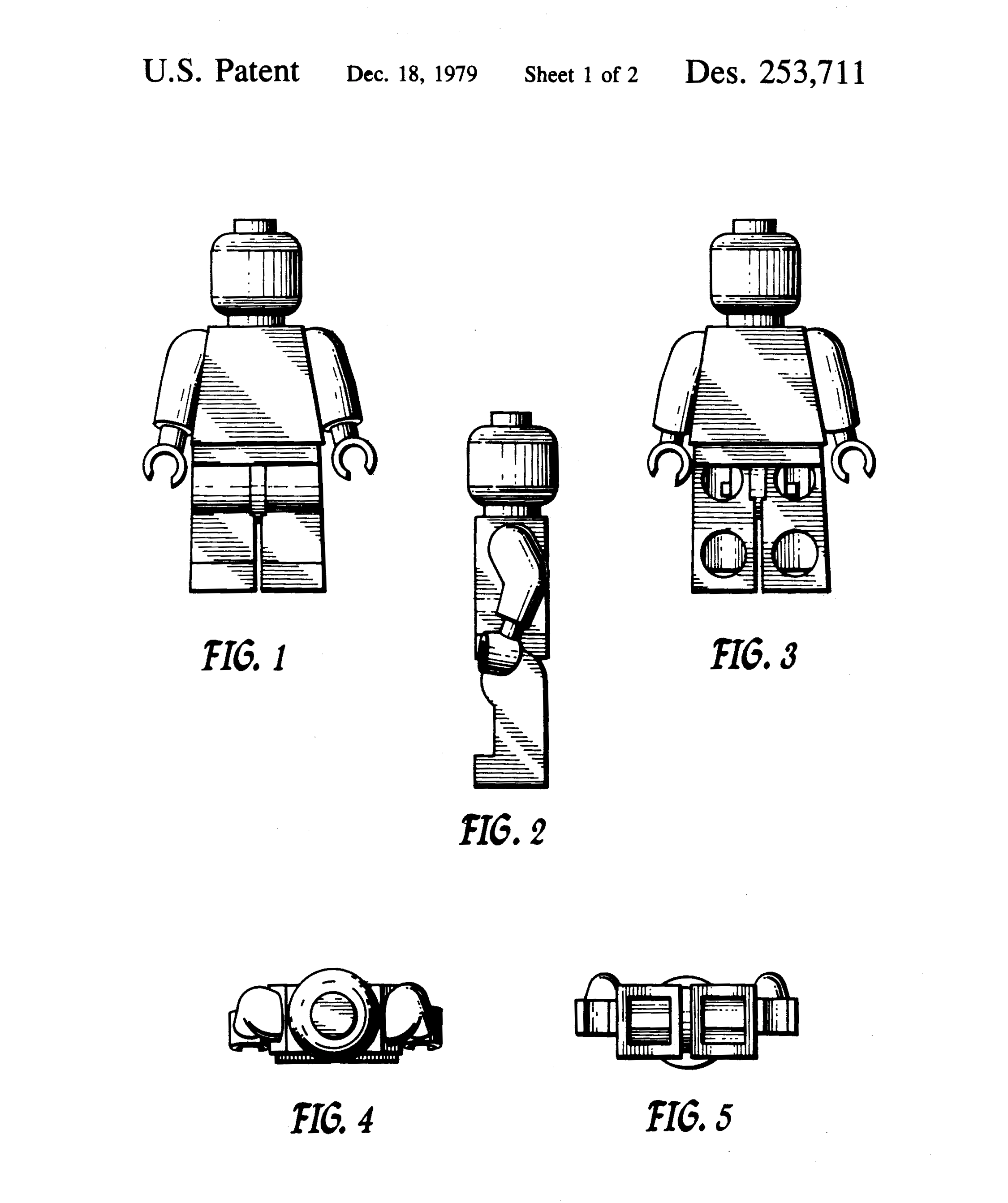
Diseño de las figuras Lego.

Generalmente las minifiguras Lego fueron creadas por seis partes que son: cabeza, torso, cadera, brazo, pierna y mano, estas seis partes son precisamente los siete puntos de articulación. Usualmente en los paquetes la cabeza, el torso y las piernas están divididos.
En las cabezas de una minifigura se encuentra varios tipos de expresiones, se incluyen varios tipos de cabello, sombreros y cascos. En algunas ocasiones la cabeza puede cambiar de tamaño y forma. En el torso se pueden ubicar varios tipos de trajes, esto depende del tema al igual con la cabeza y las piernas, se incluyen capas y armaduras. En las piernas puede variar el color el tamaño y el diseño. Las minifiguras pueden estar equipadas con pistolas, rifles, espadas, copas e inclusive en el tema de La guerra de las galaxias el sable láser. Las formas de las minifiguras pueden variar, en esto se encuentran varias minifiguras desde las personas como hombres, mujeres, niños y hasta extraterrestres, esqueletos, animales, etc. Las minifiguras han evolucionado tanto que podemos ver ya animales en lego que hasta han incluido los dinosaurios.
En el 2001 la empresa lego expandió las figuras lego, en ese mismo año sacó al mercado la serie Bionicle. Estas figuras tenían y tienen una emocionante historia ficticia muy buena que impacto a la mayoría de los compradores personas, además eran impresionantes porque era más flexible y con un increíble armamento.
En el presente se han sacado a la venta varias ediciones con figuras pasadas conmemorando los treinta años de las minifiguras lego. Por el momento se han creado dos ediciones para conmemorar el tiempo de creación de las minifiguras, cada una con cinco minifigura.

## Temas y variaciones
El patrón de las minifiguras era que ellas estaban constituidas por un torso, unas piernas, unos brazos y una cabeza pues Lego hizo modificaciones que dio un interés mayor a la empresa. Estas minifiguras especiales (se dicen ser especiales por sus cambios) empezaron a proyectarse en la colección espacial de “Life on Mars”. Los extraterrestres se componen de cinco herramientas: dos pares de brazos dobles, un torso mecánico, una pieza de piernas unidas y una cabeza.
Luego en la colección de Star Wars se empleó el mismo patrón para los llamados Droides. Los demás droides como el  “Super Battle Droid” con una cabeza unida al torso que es fija, los “droidekas” son constituidos totalmente por piezas lego pero se consideran minifigura. Entre los personajes especiales se ubica  R2-D2 construido a partir de piezas únicas, con una tapa separada del cuerpo y las piernas y el General Grievous que tienen una cavidad para cuatro brazos.
Se pueden encontrar cabezas únicas como la de Jar Jar Binks, Yoda y C-3PO, estas se les considera únicas ya que no se les puede colocar ningún artefacto en su cabeza, entre los artefactos se les puede conocer como sombreros o cascos.
En la colección de Harry Potter el personaje, Hagrid, utiliza un torso más amplio debido a su apariencia física.
En la colección de “Castle” que se ubica en la Edad Media, los personajes femeninos usan piezas inclinadas Lego para asimilarse a una falda lo que hace lucir a las minifiguras femeninas más altas. El personaje de esqueleto, que tiene apariciones en los temas de “Castle”,  piratas e Indiana Jones poseen una cabeza estándar pero un torso, brazos y piernas en forma esquelética.
Además se creó unas piernas de un menor tamaño, que es utilizado para los enanos en “Castle” , para Yoda en Star Wars y para el pingüino en Batman.
Una variedad de ropa y accesorios ha sido producido para las minifiguras, incluidos los gorros, gorras y cascos. En Lego Star Wars, se esculpió una armadura única para los soldados clon y tropas de asalto adaptando el diseño de los personajes originales para el formato de mini figura. Las minifiguras Exo-Force presentan un cabello estilo anime, al igual que el minifigura Nightwing del Batman.
El 2010 se incorporó la colección de Toy Story y se han creado piezas únicas para los protagonistas de la película.
En 2013 se Crearon La colección TMNT y se han creado piezas únicas.